# 瓦西里·科索伊
瓦西里·科索伊（俄语： Василий Юрьевич Косой，1401年—1448年），是斯摩棱斯克的尤里·德米特里耶维奇和阿纳斯塔西娅的儿子。他的祖父是德米特里·顿斯科伊。他曾於1434年出任莫斯科大公。